# Hansa-Brandenburg CC
Hansa-Brandenburg CC là một loại tàu bay tiêm kích của Đức trong Chiến tranh thế giới I.

## Quốc gia sử dụng
Austria-Hungary
- Kaiserliche und Königliche Kriegsmarine

 German Empire
- Kaiserliche Marine

## Tính năng kỹ chiến thuật (CC)
Dữ liệu lấy từ The Complete Book of Fighters 
Đặc điểm tổng quát
- Kíp lái: 1
- Chiều dài: 7,69 m (25 ft 2¾ in)
- Sải cánh: 9,30 m (30 ft 6⅛ in)
- Chiều cao: 3,57 m (11 ft 8½ in)
- Diện tích cánh: 26,5 m² (285 ft²)
- Trọng lượng rỗng: 800 kg (1.764 lb)
- Trọng lượng có tải: 1.080 kg (2.381 lb)
- Động cơ: 1 × Benz Bz.III, 112 kW (150 hp)

 Hiệu suất bay 
- Vận tốc cực đại: 175 km/h (95 kn, 109 mph)
- Tầm bay: 500 km (270 nmi, 310 mi)
- Tải trên cánh: 40,8 kg/m² (8,35 lb/ft²)
- Công suất/trọng lượng: 0,10 kW/kg (0,063 hp/lb)
- Lên độ cao 1.000 m (3.280 ft):4,8 phút

Trang bị vũ khí

1 × súng máy Schwarzlose 8 mm (.315 in) (Áo-Hung) hoặc 1 tới 2 × súng máy LMG 08/15 7,92 mm (.312 in)